# 케이프요크쥐
케이프요크쥐(Rattus leucopus)는 시궁쥐속에 속하는 설치류의 일종이다. 인도네시아와 파푸아뉴기니의 뉴기니 남부와 오스트레일리아 케이프요크반도에서 발견된다.

## 특징
꼬리 길이 140~210mm를 제외한 몸길이가 135~223mm인 중간 크기의 설치류로 발 길이는 33~40.7mm이고 귀 길이는 18~24mm이다. 몸무게는 최대 315g이다.

## 생태
육상에서 생활하는 종으로 야행성 동물이다. 먹이는 곤충과 식물 잎, 열대, 씨앗 등이다. 1년에 적어도 3번 번식을 하며 한 번에 2~5마리의 새끼를 낳는다. 연중 번식을 하고, 생후 3개월이 지나면 성적으로 성숙해진다.

## 분포 및 서식지
뉴기니섬 남부와 아루 제도, 케이프요크반도, 오스트레일리아 퀸즐랜드주 중부와 동부 지역의 해안가에서 발견된다. 해수면과 해발 1,200m 고도 사이의 습윤 열대 숲에서 서식하며, 농경지 등에서도 발견된다.